# Kazimierz Sołowiej
Kazimierz Sołowiej (ur. 27 lipca 1912 w Woronianach, zm. 20 maja 1979 w Rzymie) – polski duchowny rzymskokatolicki.

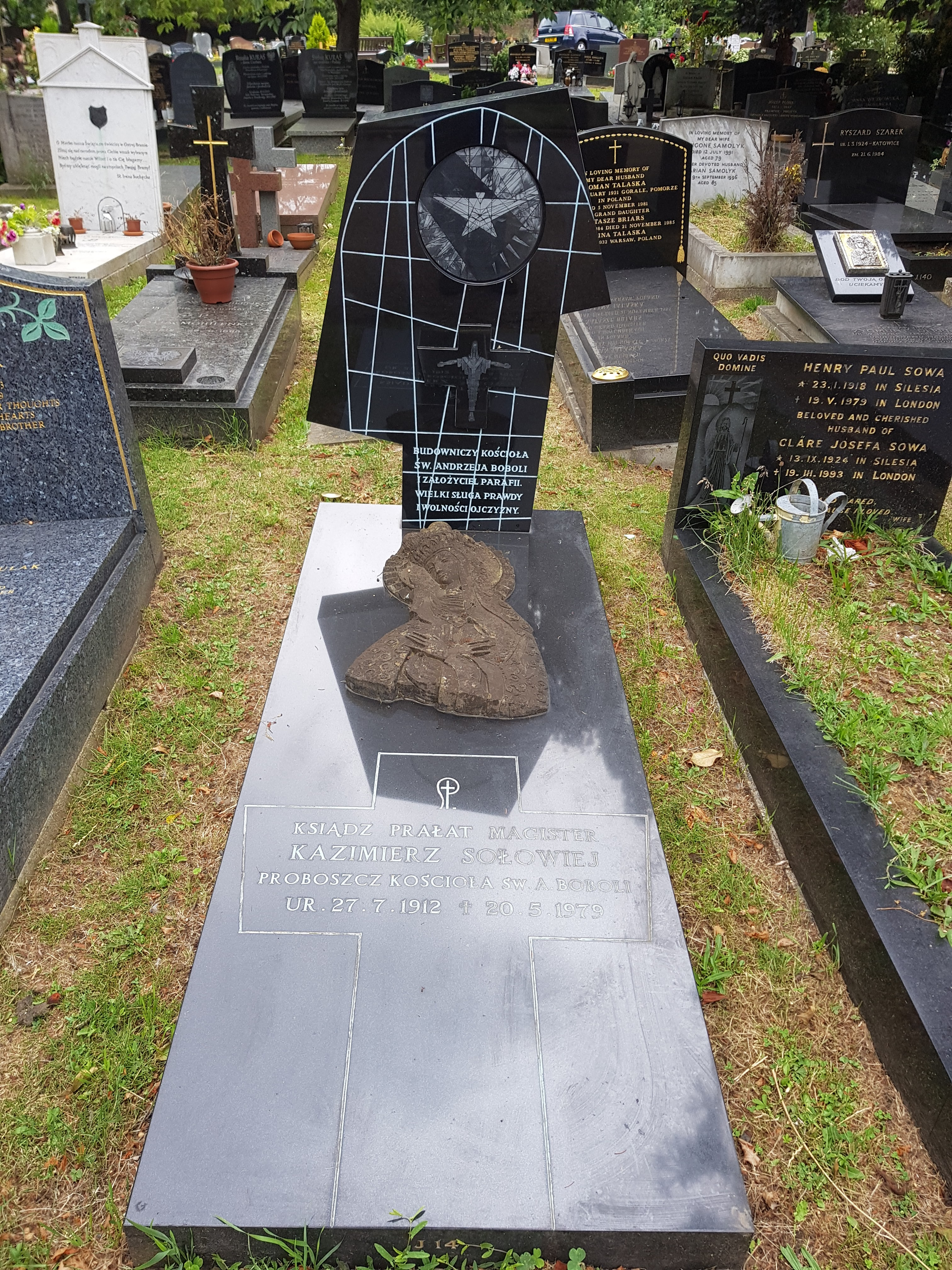
Grób ks. Kazimierza Sołowieja w Londynie

## Życiorys
Urodził się 27 lipca 1912 w Woronianach jako syn Wiktora i Anastazji z domu Kunickiej. W 1932 zdał egzamin dojrzałości w Nowej Wilejce. Kształcił się w seminarium duchownym w Wilnie oraz studiował teologię i filozofię na Wydziale Teologicznym Uniwersytetu Stefana Batorego w Wilnie uzyskując w 1938 tytuł magistra teologii. 11 czerwca 1938 otrzymał sakrament święceń kapłańskich. Do 1939 był katechetą i prefektem szkół w Wołożynie.
Po wybuchu II wojny światowej przedostał się do Francji. Tam był duszpasterzem Polaków i zdemobilizowanych polskich żołnierzy. Od połowy 1941 był duszpasterzem w Algierze, pracując jako kapelan w obozach wojskowych oraz jako katecheta w szkołach. Od marca 1944 był formalnie w służbie wojskowej w stopniu kapitana, obejmując funkcję kapelana Placówki Ewakuacyjnej „Afryka Północna”. Od listopada 1944 służył w Wielkiej Brytanii (Szkocji), jako tymczasowy kapelan Centrum Wyszkolenia Łączności w Kinross oraz więzienia w Middlebank. Od czerwca 1945 do listopada 1947 posiadał etat kapelana CWŁ. W tym czasie, od listopada 1946 był żołnierzem Polskiego Korpusu Przysposobienia i Rozmieszczenia. W 1948 został zdemobilizowany. 
Pozostał na emigracji w Wielkiej Brytanii. Od 1948 do 31 lipca 1950 był duszpasterzem Polaków w Edynburgu. Następnie do marca 1955 był sekretarzem i notariuszem Polskiej Misji Katolickiej w Anglii i Walii w Londynie. Od tego czasu był duszpasterzem parafii polskiej Londyn-Śródmieście (Brompton Oratory), działającej w kaplicy kościoła św. Filipa Neri, a po czynionych staraniach o ustanowienie własnej świątyni od 2 lutego 1961 funkcjonującej w kościele św. Andrzeja Boboli w Londynie. 
W 1964 został papieskim prałatem honorowym. Od 1970 był naczelnym kapelanem Stowarzyszenia Polskich Kombatantów. Założył Stowarzyszenie Serca Jezusowego. Udzielał się także jako kapelan emigracyjnego Związku Artystów Scen Polskich, Koła Lwowian, członek rady Polskiego Ośrodka Społeczno-Kulturalnego i Towarzystwa Pomocy Polakom. 
Zmarł nagle 20 maja 1979 w Rzymie podczas pielgrzymki w ramach obchodów 35. rocznicy bitwy o Monte Cassino. Został pochowany na Cmentarzu Gunnersbury w Londynie 30 maja 1979. W kościele św. Andrzeja Boboli w Londynie został upamiętniony witrażem św. Kazimierza (1986) oraz tablicą.

## Odznaczenia
- Krzyż Komandorski Orderu Odrodzenia Polski (15 sierpnia 1973)[4][2]
- Medal Wojska[2]
- Krzyż Maltański I klasy[2]